# Amerikansk walking pony
Amerikansk walking pony er en moderne amerikansk hesterace udviklet i USA for at få en pony med bløde gangarter, der er egnet til børneridning. Den blev skabt gennem krydsning af en Tennessee walking horse med en Welsh pony. :436

## Historie
Amerikansk walking pony blev oprindeligt udviklet i Georgia, og racen blev etableret i 1968 efter flere års selektiv avl. Joan Hudson Brown er krediteret som racens grundlægger og var den første administrerende sekretær for racens avlsregister. Det oprindelige avlsmål var at kombinere Tennessee Walkers bløde gang med den walisiske pony mindre størrelse og raffinement. Enhver kombination af de to racer er acceptabel for at blive inkluderet i registret.
Den første hingst registreret i racens avlsregister var BT Golden Splendor, og Browntree's Flicka var den første hoppe.

## Karakteristika
Racen har to medfødte gangarter, kaldet "pleasure walk" og "merry walk", udover de tre hovedgangarter som alle heste har: skridt, trav og galop. "Pleasure walk" er en firtaktet gangart, hvor hesten skiftevis har et og to ben til jorden, der er hurtigere end almindelige skridt, men langsommere end trav, og som minder om tölt, en gangart der er karakteristisk for islandsk hest. "Merry Walk" er ligeledes en firtaktet gangart, men meget hurtigere, og ledsaget af en nikkende bevægelse med hovedet, og hvor ponyen er samlet med haserne ind under sig og med løftet hoved. Derudover har racen en er blød og samlet galop. Alle gangarterne er stødfri og komfortable for rytteren. American Walking Pony er også i stand til at trave og galoppere, og har været udstillet i femgangs-konkurrencer.